# Río Prieto (Lares)
Río Prieto es un barrio ubicado en el municipio de Lares en el estado libre asociado de Puerto Rico. En el Censo de 2010 tenía una población de 567 habitantes y una densidad poblacional de 28,72 personas por km².

## Geografía
Río Prieto se encuentra ubicado en las coordenadas 18°12′43″N 66°53′20″O / 18.21194, -66.88889. Según la Oficina del Censo de los Estados Unidos, Río Prieto tiene una superficie total de 19,74 km², que corresponden a tierra firme.

## Demografía
Según el censo de 2010, había 567 personas residiendo en Río Prieto. La densidad de población era de 28,72 hab./km². De los 567 habitantes, Río Prieto estaba compuesto por el 91,53% blancos, el 1,76% eran afroamericanos, el 0,35% eran amerindios, el 5,82% eran de otras razas y el 0,53% pertenecían a dos o más razas. Del total de la población el 99,47% eran hispanos o latinos de cualquier raza.